# Państwo biurokratyczne
Państwo biurokratyczne – według koncepcji Feliksa Konecznego państwo, w którym administracja jest oddana w ręce biurokracji. Jego przeciwieństwem jest państwo obywatelskie, gdzie administracja jest oddana w ręce obywateli.
Koneczny twierdzi, że istnieją tylko dwa rodzaje państw, jeśli będziemy je rozróżniać według istoty rzeczy, a nie według pozorów: państwo biurokratyczne i obywatelskie. Zupełnie zaś jest obojętnym, czy monarchia, czy republika to nie ma nic do rzeczy. Podział ten jest przeprowadzony według metody administracji, zarządzania państwem.
Potocznie państwem biurokratycznym określa się takie państwo, w którym zbyt wiele spraw, od których zależy codzienne funkcjonowanie organizacji i obywateli zależy od urzędów i urzędników, w tym szczególnie od urzędników administracji centralnej. Istnieje w nim zbyt wiele niejasnych praw i rozporządzeń, z którymi muszą się zmagać obywatele.
Przejście od państwa obywatelskiego do państwa biurokratycznego to proces, kiedy obywatelom ubywa praw wobec państwa, aż do momentu, gdy administracji względem obywatela wszystko jest dozwolone. 
Natomiast w administracji państwa obywatelskiego olbrzymia większość spraw będzie przechodzić stopniowo do samorządu; całe urzędy staną się niepotrzebnymi zmniejszona zostanie biurokracja, którą Koneczny poddaje ostrej krytyce: Bez biurokracji żyłoby się w atmosferze wzajemnej życzliwości państwa a społeczeństwa. Zniknęłyby powody do starć, gdyby urzędy państwowe ograniczyły się do spraw państwowych, a przestały mieszać się w sprawy społeczne. Koneczny proponuje też inne określenia owych dwóch rodzajów państw: Czym większe znaczenie posiądzie klasa urzędnicza, tym bardziej centralizuje się państwo. Centralizm a biurokracja – to to samo. Można podział państw według rodzajów administracji wyrazić również słowami: państwa centralistyczne i decentralistyczne – a znaczy to zupełnie to samo co: państwa biurokratyczne a obywatelskie.
Współczesne państwa demokratyczne starają się realizować ideę samorządności, oddając wiele spraw organom samorządowym, dążą więc do państwa obywatelskiego, jakim je chciał widzieć Koneczny. Z drugiej jednak strony współczesne państwo ma bardzo rozbudowany aparat biurokratyczny i kieruje się wieloma bardzo szczegółowymi nieraz aktami prawnymi, a więc - spełnia wiele cech państwa biurokratycznego. Również państwa autorytarne i totalitarne są państwami biurokratycznymi.

## Państwa biurokratyczne w historii
Według Konecznego średniowieczne państwo stanowe było państwem obywatelskim, a Francja sprzed drugiej wojny światowej – jest państwem biurokratycznym, podobnie wcześniej Austro-Węgry i Prusy. 
Najsłynniejszym przykładem państwa zbiurokratyzowanego było Bizancjum. Znamienną cechą Cesarstwa Bizantyńskiego była centralizacja władzy i ucisk fiskalny skutkujący rosnącą emigracją z prowincji cesarstwa. Bizancjum targały liczne wojny domowe, czego skutkiem były ogromne wydatki na armię, również będącą strukturą silnie zbiurokratyzowaną. Przykład Bizancjum pokazuje, że cechami państwa biurokratycznego są makiawelizm, korupcja i niechęć obywateli do własnego państwa.